# Eliane Sampaio
Eliane Rosa Sampaio (11 de maio de 1992) é uma ex-ginasta brasileira que integrou a seleção de ginástica rítmica. Representou o Brasil em diversas competições internacionais. 
Nos Jogos Pan-Americanos de 2011 integrou a delegação brasileira de ginástica rítmica. Participou também de campeonatos mundiais, como no Campeonato Mundial de Ginástica Rítmica, nas edições de 2009, 2010, 2011 e 2014.